# TBM

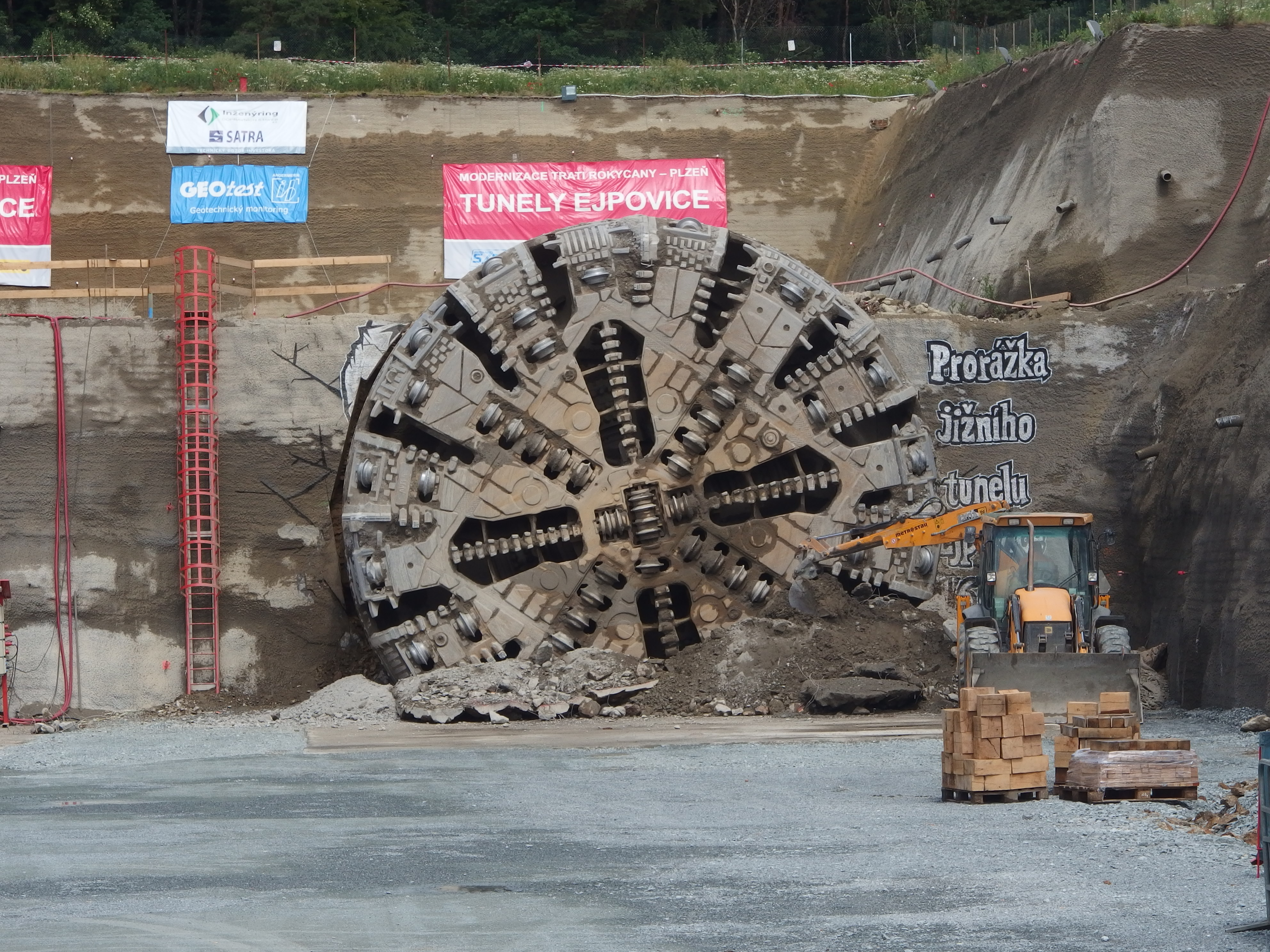
Razicí štít TBM po dokončení jižního tubusu železničního tunelu Ejpovice - Plzeň

TBM (z anglického Tunnel Boring Machine, doslova tunel vrtající stroj) je tunelovací metoda, k níž se používají razicí štíty (ty se rovněž nazývají TBM, též krtek). Tyto štíty slouží k ražení tunelů kruhového průřezu v nejrůznějších druzích zeminy a horniny od písku až po tvrdou skálu. Tunely mohou mít průměr průřezu od 1 metru (ty se razí s tzv. mikro-TBM) až 19,25 m (v dnešní době (2012) největší), tunely s menším průměrem se obvykle budují bezvýkopovými metodami nebo vodorovným vrtáním spíše než TBM.

## Historie
První úspěšný tunelovací štít byl vyvinut na stavbu temžského tunelu roku 1825, jednalo se ovšem pouze o vynález koncepce štítu, který nezahrnoval výrobu celého TBM stroje.
První TBM byl vyroben v roce 1846 z pověření Sardinského království ke stavbě Fréjuského železničního tunelu ve zbrojovce nedaleko Turína. Skládal se z více než 100 příklepových vrtaček namontovaných v přední části stroje a poháněných od vstupu do tunelu. Revoluce v roce 1848 ovlivnily financování a tunel byl dokončen až 10 let poté za použití levnějších metod, například pneumatických kladiv.
V USA byl razicí štít poprvé použit roku 1853 při stavbě tunelu Hoosac.Tento stroj byl vyroben z litiny a razil 3 metry skrz horninu, než se poškodil. Tunel byl nakonec dokončen za více než 20 let.

## Popis
Moderní TBM se obvykle skládají z rotující řezné hlavy, která pomocí řezných nástrojů rozpojuje horninu/zeminu, odkud se pak postupně odvádí ven ze stroje.

### TBM do tvrdých hornin
V tvrdých horninách se používá buď chráněný, nebo otevřený typ TBM. Všechny tyto typy vykopávají horninu za použití diskovitých řezných nástrojů umístěných na řezné hlavě. Řezné nástroje vytvářejí tlak v hornině způsobující ulamování horniny u přední části štítu. Odtěžená hornina je přepravována pásovým dopravníkem ven z tunelu.

#### Stíněný typ
V rozpukaných horninách se používá stíněný typ, který postaví betonové díly, které zpevní nestabilní stěny tunelu. TBM s dvojitým štítem mají dva módy; ve stabilní zemině/hornině se může posunovat vpřed tlakem na stěny, zatímco v nestabilním, rozpukaném prostředí se tah posouvá na tah válců, které se odstrkávají proti dílům tunelu za strojem. Tyto udržují přítlačné síly ovlivňující tunelové stěny. TBM s jednoduchým štítem pracují stejně, používají se však pouze v rozpukaných horninách.

### TBM do měkkého prostředí
V měkkém prostředí se používají tyto druhy TBM: EPB(S) (anglicky Earth Pressure Balance (Shield)) (doslova štít vyrovnávající tlak horniny), TBM-SS (Slurry Shield) a otevřený typ.
Oba uzavřené typy pracují jako jednoštítové TBM za použití přítlačných válců k posunu vpřed tlakem proti betonovým dílům.

#### TBM-EPB
EPB se používají v měkkém prostředí s tlakem do 7 barů. Na řezné hlavě nejsou jen diskovité řezné nástroje, ale místo toho se používá kombinace řezacích bitů z karbidu wolframu, karbidových diskovitých řezných nástrojů a/nebo diskovitých řezných nástrojů pro tvrdé prostředí.
Technik a automatické systémy udržují rychlost odklízení rubaniny na hodnotě odpovídající postupu stroje a je tedy udržováno stabilní prostředí. Do horniny se za účelem další stabilizace také přidávají přísady, jako jsou bentonit, různé polymery a pěny.

#### TBM-SS
V měkkých horninách s velmi vysokým tlakem podzemní vody, jsou potřeba TBM-SS (Slurry Shield). Tyto stroje nabízejí zcela uzavřené pracovní prostředí. Odtěžená zemina se v řezné hlavě míchá s bentonitovým výplachem, který je potrubím odváděn z tunelu. Na povrchu jsou pro tento proces potřebná velká separační zařízení, která oddělují vytěženou horninu od výplachu. Ten se poté vrací zpět do razicího stroje.

#### Otevřené TBM
Otevřená TBM v měkkém prostředí spoléhají na to, že povrch zeminy, ve které se razí tunel, se postaví bez podpory v krátkém časovém úseku, díky čemuž jsou vhodné k použití v typech hornin, s tlakem do 10 MPa a s nízkým množstvím vody. K ražbě tímto druhem TBM se používají řezné hlavy v rozmezí 150 mm od okraje štítu. Řezné nástroje v přední části štítu uřezávají zbylou zeminu do stejného kruhového tvaru.

#### Štítování
Štítování je tunelovací metoda, která se používá při ražení podchodů v profilech 2 až 3 m (například pro kanalizační a vodovodní štoly). Provádí se pomocí mechanizovaných nebo nemechanizovaných razících štítů. Z razícího štítu se odtěžuje zemina a následně se vybudují štoly ze železobetonových segmentů.[zdroj?]

## Tunelování ve městech a v blízkosti povrchu
Při výstavbě tunelů ve městech je potřeba, aby byl povrch nad tunelem v klidu (aby se omezily poklesy). Toho se v měkké půdě dosahuje udržením jejího tlaku během a po stavbě tunelu. Je to poněkud obtížné, zejména v různých vrstvách (například ražba tunelu územím, kde horní část tunelu tvoří vlhký písek a spodní část tvoří tvrdá hornina).
V některých případech se používají TBM s kontrolou stěny, jako například EPB a TBM-SS. Oba typy (TBM a SS) jsou schopny omezit poklesy povrchu a pracují správně, pokud jsou dobře zdokumentovány podmínky na povrchu.

## Výhody a nevýhody
Používá se jako alternativa místo jiných vrtacích a trhacích metod, jako je například nová rakouská tunelovací metoda (NRTM). Výhoda TBM spočívá v omezení propadů povrchu a ve vytváření hladké stěny tunelu. Tímto se výrazně snižují náklady na vybudování tunelu a technologie je dobře použitelná i pod hustě zastavěným územím.
Štíty TBM jsou nákladné na výrobu a jejich přeprava může být obtížná. Nicméně, jak se dnešní tunely stávají delšími, cena těchto strojů oproti ostatním tunelovacím metodám klesá, což způsobuje, že jsou TBM mnohem efektivnější a ražba tunelu je rychlejší.

## Největší TBM
Největší TBM štít o průměru 19,25 m vyrobila německá firma Herrenknecht pro nedávný (2012) projekt Orlovského tunelu v ruském Petrohradě. Stroj byl vyroben pro ražbu měkkým prostředím (pískem a hlínou). Největší průměr TBM pro ražbu v tvrdých horninách činil 14,4 m a tento stroj byl vyroben pro kanadský Niagarský tunel. Byl použit k ražbě hydroelektrického tunelu pod Niagarskými vodopády.

## Příklady použití TBM

### Ražby železničních tunelů Ejpovice
Tunel Ejpovice se razí strojem S 799 typu TBM-EPB, pojmenovaným Viktorie. Jedná se o ražbu dvou jednokolejných traťových tunelů, z nichž každý bude dlouhý 4 150 m. Viktorie má ražený průměr 9,89 m, výkon 3 600 kW, délku přibližně 110 m a váží 1800 tun. Stroj do čerstvě vyraženého tunelu rovnou instaluje prefabrikované prstence, které zhotovitel stavby, Metrostav vyrábí v Dýšině, poblíž východního portálu tunelu. Prstence jsou tvořeny 7+1 segmenty, celková hmotnost jednoho prstence je více než 60 tun. 
Jedná se o technicky náročnou ražbu, probíhající přibližně ze dvou třetin v měkkých horninách (pod vrchem Homolka), kde ražbu komplikovala převážně podzemní voda, křemenové žíly v břidlici, které tupily řezné nástroje, nízké nadloží a problémy se stabilitou čelby. Třetina ražeb je naproti tomu ve tvrdých horninách, které představují spility pod vrchem Chlum, pro které je třeba použít jiné řezné nástroje.
Stavba byla zahájena v roce 2013, ražbu tunelů prováděla sdružení firem Metrostav a.s. a Subterra a.s. pro Správu železnic a byla dokončena v roce 2017. Jižní tubus byl uveden do provozu s cestujícími 16. 11. 2018, severní pak 7. 12. 2018.

### Ražba tunelů pražského metra V.A

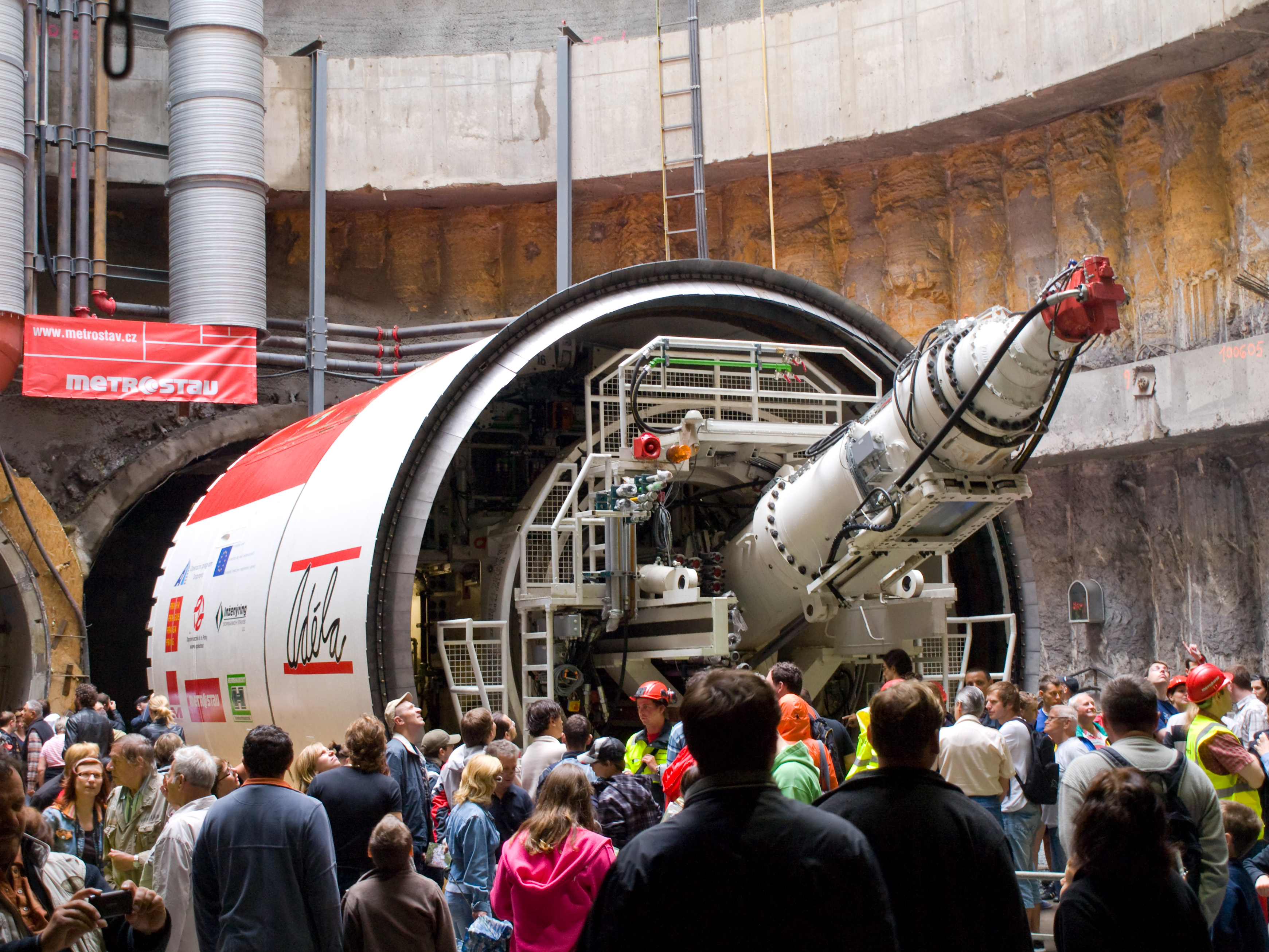
Razící štít Adéla během dne otevřených dveří na staveništi metra V.A Vypich

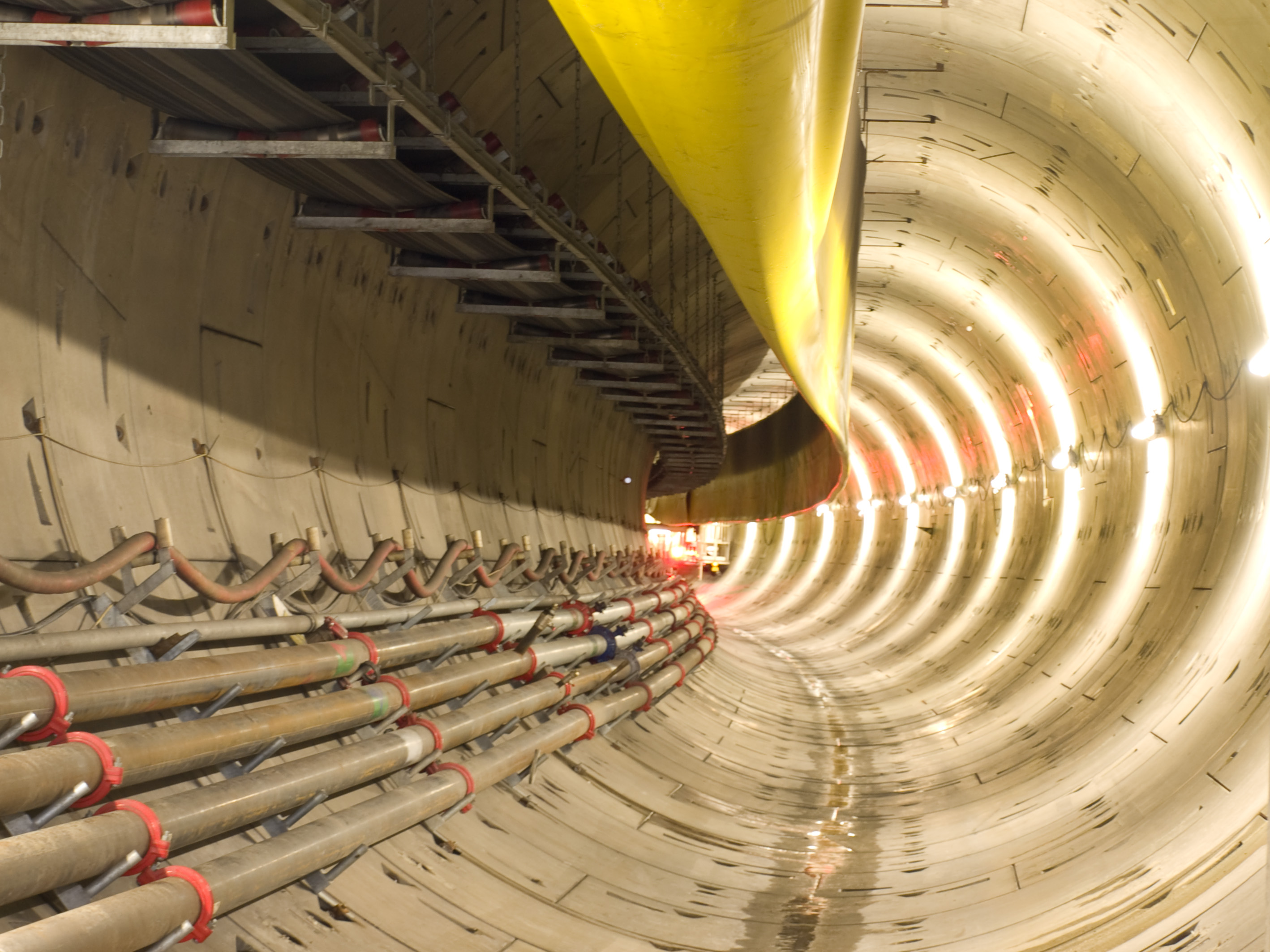
Traťový tunel metra V.A mezi stanicemi Nemocnice Motol a Petřiny vyražený metodou TBM

Při ražbě tunelů pražského metra V.A v úseku Vypich-Petřiny-Nádraží Veleslavín-Bořislavka-Dejvická se pomocí TBM razily dva jednokolejné traťové tunely. Používaly se stroje TBM-EPB o průměru řezné hlavy 6 080 mm, dlouhé přes 100 m, s hmotností téměř 900 tun. Řezná hlava je rozdělena do tří částí pro usnadnění její demontáže po ukončení ražeb. Je osazena 17 dvojitými valivými dláty a 4 jednoduchými obrysovými dláty, která je možné vysunout a zvětšit tak ražený průměr na 6 100 mm. Pro ražbu v zeminách lze kompletně vyměnit valivá dláta za řezné nože, které v měkkém prostředí pracují lépe. Pohon řezné hlavy zajišťuje 6 hydraulických motorů o příkonu 1 200 kW. 16 dvojic hydraulických pístů vytváří maximální přítlak na čelbu o velikosti 39 MN. Stroje jsou pracovně pojmenovány Tonda (firma Herrenknecht, která oba štíty vyrobila, jej označuje S–609) a Adéla (S–610).
26. listopadu 2012 oba štíty prorazily do stanice Dejvická. Prorážku dokumentují snímky na Youtube
1 2 3 4
Stanice, část tunelu pro obratové koleje a úsek Nemocnice Motol-Vypich se razil NRTM, kdežto tunel pro obratové koleje je částečně hloubený a hloubená je též stanice Nemocnice Motol.